# Phreatoicus typicus
Phreatoicus typicus är en kräftdjursart som beskrevs av Charles Chilton 1883. Phreatoicus typicus ingår i släktet Phreatoicus och familjen Phreatoicidae. Inga underarter finns listade i Catalogue of Life.